# Rolls-Royce Gnome
Le Rolls-Royce Gnome est un turbomoteur britannique à l'origine développé par la De Havilland Engine Company comme une version fabriquée sous licence du General Electric T58, un moteur américain du milieu des années 1950. Le Gnome devint propriété de Rolls-Royce Limited après que la société a racheté Bristol Siddeley Engines Limited (en) en 1968, Bristol ayant elle-même absorbé De Havilland Engines Limited en 1961.

## Historique
Une licence de fabrication du T58 fut achetée en 1958. Le moteur avait commencé ses tests sur bancs d'essai dès 1955 et avait déjà été utilisé par des hélicoptères en 1958, et De Havilland fut en mesure de tester ses premiers exemplaires du moteur sur des hélicoptères Westland Whirlwind et Wasp en août 1959.
Turbomoteur à turbine libre, il fut employé sur des hélicoptères, tels que les Westland Whirlwind et Westland Sea King. La conception fut sous-licenciée à Alfa-Romeo. Il y eut deux séries produites : Le turbomoteur H, pour hélicoptères, et le turbopropulseur P, pour les appareils à voilure fixe.

## Conception et développement
Une turbine à un seul étage entraîne le compresseur axial à dix étages, alors qu'une turbine libre à deux étages fournit la puissance sur l'arbre entraînant l'appareil propulsif (pales d'hélice ou rotor d'hélicoptère). La chambre de combustion est de type annulaire, comme pour son prédécesseur le T-58, mais le moteur britannique diffère cependant de celui-ci par l'emploi d'un système d'alimentation en carburant de conception britannique, produit par Lucas Aerospace. Des techniques nouvelles sont apparues avec ce moteur, comme les sept derniers étages de compresseurs usinés dans des disques forgés monoblocs. Comme le moteur est de conception « tout axial », les ailettes du dernier étage de compresseur sont parmi les plus petites jamais conçues. Habituellement, un moteur de cette taille emploie une association de compresseurs centrifuges et axiaux, voire deux compresseurs centrifuges seuls. Afin d'économiser de la masse et de gagner en performances, les disques de turbines sont directement usinés avec leurs arbres d'extension les reliant aux étages de compresseur.
General Electric avait mené d'importantes recherches avant de se décider à employer un compresseur entièrement axial, et le résultat fut une unité à dix étages dotée de guides d'entrée variables et d'aubes à incidence variable dans les trois premiers étages du compresseur. Cet ensemble est assemblé pour ne former qu'une seule unité, et les quatre rangées d'aubes sont orientées ensemble par le biais d'anneaux extérieurs qui sont déplacés par un vérin alimenté par du carburant sous pression. Entre le démarrage et 85 % de régime moteur, les ailettes sont orientées à 30°, puis restent ensuite en position complètement ouvertes pendant le régime de fonctionnement normal. General Electric avait annoncé une efficacité de 84 % pour ce compresseur, ce qui était remarquable en rapport avec sa petite taille.
Le moteur fut le premier à avoir été développé avec un ordinateur analogique à pleine autorité, celui de De Havilland, faisant partie intégrante du système de contrôle d'alimentation en carburant. Il visait en particulier à anticiper les demandes de puissance appliquées par le pilote sur les commandes, et permettait également de limiter les débits de carburant pendant les accélérations pour éviter au moteur d'avoir à subir des surcharges en fonctionnement. Ce système permettait ainsi de délivrer le pilote de la nécessité de contrôle direct de la vitesse rotor, et fut le précurseur analogique de tous les systèmes FADEC ultérieurs apparus dans le monde entier . Il y a huit injecteurs dans la chambre de combustion et, autre particularité de ce moteur, la pompe à carburant possède un filtre centrifuge, qui se révèle très efficace pour séparer le carburant de ses impuretés.

## Versions
- H.1000 (Mk.101) : 1 050 ch, première version de production pour être utilisée sur les dernières versions du Westland Whirlwind ;
- H.1200 : 1 250 ch. Le Westland Wessex utilise deux H.1200, désignés alors « Coupled Gnome », avec une boîte à engrenages commune et une puissance limitée à 1 550 ch au rotor ;
- H.1400 : 1 400 ch pour le Westland Sea King HAS.1 ;
- H.1400-1 : 1 535 ch, obtenus du H.1400 en augmentant la vitesse du générateur de gaz et en utilisant des ailettes améliorées, tolérant des températures de fonctionnement plus élevées. Il équipe le Westland Sea King HAS.2 ;
- H.1400-1T : Utilisée par le Westland Commando HC.4 ;
- H.1400-2 : 1 660 ch, utilisée par le Westland Sea King HAS.5 ;
- H.1400-3 : 1 720 ch, équipée d'une turbine de puissance à deux étages nouvelle ;
- P.1000 : Version turbopropulseur du H.1000 ;
- P.1200 : Version turbopropulseur du H.1200 ;
- P.1400-3 : Version turbopropulseur du H.1400-3, tarée à 1 700 ch ;
- Gnome Mk.101
- Gnome Mk.110 : Deux moteurs H.1200 couplés pour les unités « Coupled Gnome » utilisées dans les hélicoptères Westland Wessex ;
- Gnome Mk.111 : Deux moteurs H.1200 couplés pour les unités « Coupled Gnome » utilisées dans les hélicoptères Westland Wessex ;
- Mk.510 : Moteurs Gnome civils ;
- Mk.610 : Moteurs Gnome civils
- Gnome Mk.660 : Utilisés dans l'hélicoptère civil Westland Wessex 60 ;
- Coupled Gnome : Désignation de deux moteurs couplés transmettant leur puissance vers une sortie unique via une boîte d'engrenages commune.

## Applications
- Agusta A.101
- Agusta-Bell 204B
- Agusta-Bell 205BG
- Kawasaki KV-107 (Marine suédoise uniquement)
- Saunders-Roe Nautical 5 (hydroglisseur)
- Saunders-Roe Nautical 6 (hydroglisseur)
- Westland Sea King et Commando
- Westland Wessex
- Westland Whirlwind

## Exemplaires exposés
Des Rolls-Royce Gnome sont visibles dans les musées suivants :
- De Havilland Aircraft Heritage Centre (en), London Colney, Hertfordshire, Angleterre ;
- Imperial War Museum Duxford, près de Duxford, Cambridgeshire, Angleterre ;
- Science Museum de Londres, Londres, Angleterre ;
- The Helicopter Museum, Weston-super-Mare, North Somerset, Angleterre.